# آلوی دان
آلوی دان (انگلیسی: Don's Plum) فیلمی در ژانر درام به کارگردانی آر. دی. راب است که در سال ۲۰۰۱ منتشر شد.

## بازیگران
- لئوناردو دی‌کاپریو
- کوین کانلی
- جنی لویس
- توبی مگوایر
- آمبر بنسون
- ماریسا ریبیسی
- نیکی کاکس
- جرمی سیستو